# Estação Polanco
A Estação Polanco é uma das estações do Metrô da Cidade do México, situada na Cidade do México, entre a Estação San Joaquín e a Estação Auditorio. Administrada pelo Sistema de Transporte Colectivo, faz parte da Linha 7.
Foi inaugurada em 20 de dezembro de 1984. Localiza-se no cruzamento da Avenida Horacio com a Avenida Arquímedes-Lago Onega. Atende o bairro Polanco, situado na demarcação territorial de Miguel Hidalgo. A estação registrou um movimento de 11.832.706 passageiros em 2016.
A estação recebeu esse nome por estar situada no bairro Polanco, um dos bairros de maior auge econômico da Cidade do México, além de ser um rico exemplo da arquitetura de estilo colonial californiano. Polanco está localizado em um ponto central da cidade e, devido ao adensamento do bairro, suas vias de acesso estão a cada dia mais congestionadas.
Em 2014, o Sistema de Transporte Colectivo (STC), em conjunto com o Instituto Politécnico Nacional (IPN), instalaram um sistema similar ao teclado de um piano nos degraus de uma das escadarias da estação. No momento em que os usuários descem ou sobem a escadaria, as "teclas" produzem um som similar ao do instrumento musical. A medida visa fomentar o uso das escadarias convencionais, em geral menos utilizadas do que as escadas rolantes, além de promover a atividade física.